# Pukkisaari (ö i Norra Savolax, Inre Savolax, lat 62,61, long 27,23)
Pukkisaari är en ö i Finland. Den ligger i sjön Pieni-Varpanen och i kommunen Suonenjoki i den ekonomiska regionen  Inre Savolax ekonomiska region  och landskapet Norra Savolax, i den centrala delen av landet, 300 km norr om huvudstaden Helsingfors. Öns area är 1,3 hektar och dess största längd är 210 meter i sydöst-nordvästlig riktning.